# Міладжерд (бахш)
Міладжерд (перс. ميلاجرد) — бахш в Ірані, в шагрестані Коміджан остану Марказі. За даними перепису 2006 року, його населення становило 18547 осіб, які проживали у складі 4566 сімей.

## Дегестани
До складу бахша входять такі дегестани:
- Міладжерд
- Хосров-Бейк